# Municipio de Santa Rosa
El Municipio de Santa Rosa es uno de los municipios del departamento de Canelones, Uruguay. Tiene como sede la ciudad homónima.

## Ubicación
El municipio se encuentra localizado en la zona central del departamento de Canelones, al sur del arroyo Canelón Grande. Limita al norte con los municipios de San Antonio y San Bautista, al este con el de San Jacinto, al sur con el municipio de Sauce y al oeste con el municipio de Canelones.

## Características
El municipio fue creado por ley 18.653 del 15 de marzo de 2010, y forma parte del departamento de Canelones. Su territorio comprende al distrito electoral CGA de ese departamento.
Según la intendencia de Canelones, el municipio cuenta con una población de 6.008 habitantes, lo que representa el 1.2% de la población departamental. El 39.1% de su población reside en el medio rural
En cuanto a su economía, ésta se basa en la agricultura, y las industrias existentes están relacionadas con ella: molinos harineros, fábricas de dulces y conservas. También existen en la zona fábricas de ladrillos.
Su superficie es de 192 km².
La única localidad del municipio es la ciudad de Santa Rosa.

## Autoridades
Las autoridades del municipio son el alcalde y cuatro concejales.
| Nº | Alcalde         | Partido             | Inicio del mandato      | Fin del mandato         | Observaciones     | Concejales                                                                    |
| -- | --------------- | ------------------- | ----------------------- | ----------------------- | ----------------- | ----------------------------------------------------------------------------- |
| 1  | Gretel Ferrari  | Partido Nacional PN | 2010                    | julio de 2015           | Alcaldesa elegida |                                                                               |
| 2  | Margot De León  | Frente Amplio FA    | julio de 2015           | 26 de noviembre de 2020 | Alcaldesa elegida | Ramiro Azor (FA) Verónica Fernández (PN) Darío Martínez (PN) José Simois (PC) |
| 3  | Ramiro Azor Tor | Frente Amplio FA    | 27 de noviembre de 2020 | Julio de 2025           | Alcalde elegido   | María Morales (FA) Ana Sierra (FA) Verónica Perdomo (PN) Jerónimo Costa (PC)  |